# Vlag van Rockanje
De vlag van Rockanje is de voormalige gemeentevlag van de Zuid-Hollandse gemeente Rockanje die werd ingesteld op 2 mei 1963. De vlag heeft tot de fusie met Oostvoorne en Tinte dienst gedaan. De gemeentevlag kent een tweede leven als dorpsvlag.

## Geschiedenis
De officiële gemeentevlag werd ontworpen door Klaes Sierksma. Hij schreef gemeenten aan (waaronder Rockanje) voor het nog uit te geven Nederlands vlaggenboek (1962). Gemeenten die aangaven geen vlag te hebben kregen van hem het aanbod voor een ontwerp. Sierksma's eerste ontwerp (een zwart-wit kruis) werd afgewezen.
Na de fusie met Oostvoorne en Tinte in 1980 deed de vlag niet langer dienst als gemeentevlag. De kleuren van deze vlag werden meegenomen voor de vlag van Westvoorne. Als dorpsvlag kent de vlag een tweede leven; bewoners worden vanaf 2020 verzocht om tijdens de plaatselijke Vlagdag de vlag te hijsen. Sinds 2023 valt Rockanje onder de gemeente Voorne aan Zee.

### Defileervlag 1938
Ter gelegenheid van vieringen rondom 800 jaar Rockanje werd een reconstructie van de historische defileervlag in productie gebracht. Als uitgangspunt werden de kleuren van het wapen van de betreffende provincie genomen. Dit was een vierkante vlag met zijden van circa 140 centimeter. Voor Zuid-Holland waren dat twee banen rood en geel. In het kanton werd het gemeentewapen geplaatst. Deze vlag is mogelijk tussen 1945 en 1963 in gebruik geweest als gelegenheidsvlag. Zo werd de vlag in 1957 nog gedragen tijdens de uitvaart van burgemeester H. E. Haak. 